# 佐賀県庁舎
佐賀県庁舎（さがけんちょうしゃ）は広域自治体である佐賀県の行政機関（佐賀県庁）が入居する施設である。佐賀市城内の北、佐賀城址のお濠端にある。

## 本庁舎
旧館、新館、議会棟の順に東から並ぶ。佐賀城内跡の敷地にあり、廻りを囲む堀がある。
- 敷地面積 - 21,617 m2（平方メートル）

### 旧館
阿部美樹志設計、1950年落成。正面の4本の石柱はその前年の火災で焼け残った正面玄関の柱で、再建時に柱を生かしたデザインが採用された。
- 鉄筋コンクリート造、3階（一部4階）建て。
- 延床面積 - 7,959 m2
- 建物高さ - 17.1 m（3階部分は13.8 m）

### 新館
安井建築設計事務所設計、1994年の竣工時から2016年までは、佐賀県内で最も高いビルであった。

軟弱地盤のため、40mの杭基礎を打っている。
- 鉄骨鉄筋コンクリート造、地上11階（塔屋3階）・地下2階建て。
- 延床面積 - 37,227 m2
- 建物高さ - 58.9 m
- 1階に総合案内所、屋上に展望ホール（SAGA360）。

### 議会棟
佐賀県議会の建物。
- 鉄骨鉄筋コンクリート造、地上6階・ 地下1階建て。
- 延床面積 - 8,944 m2

## 本館以外の庁舎
南館
本庁舎から約200 m南に位置する。住所は城内一丁目6-5。東庁舎と西庁舎の2つが並んでいる。
警察棟
佐賀県警察本部庁舎。本庁舎から北濠・国道を挟んで北隣に位置する。住所は松原一丁目1-16。1985年（昭和60年）8月落成、8階建て。現在県庁新館のある場所から移転した。
佐賀県自治会館分館（佐賀市堀川町）にも一部の組織が入居している。
佐賀市、唐津市、武雄市、鳥栖市、伊万里市に県の現地機関が集まる総合庁舎を置いている。

庁舎の外観
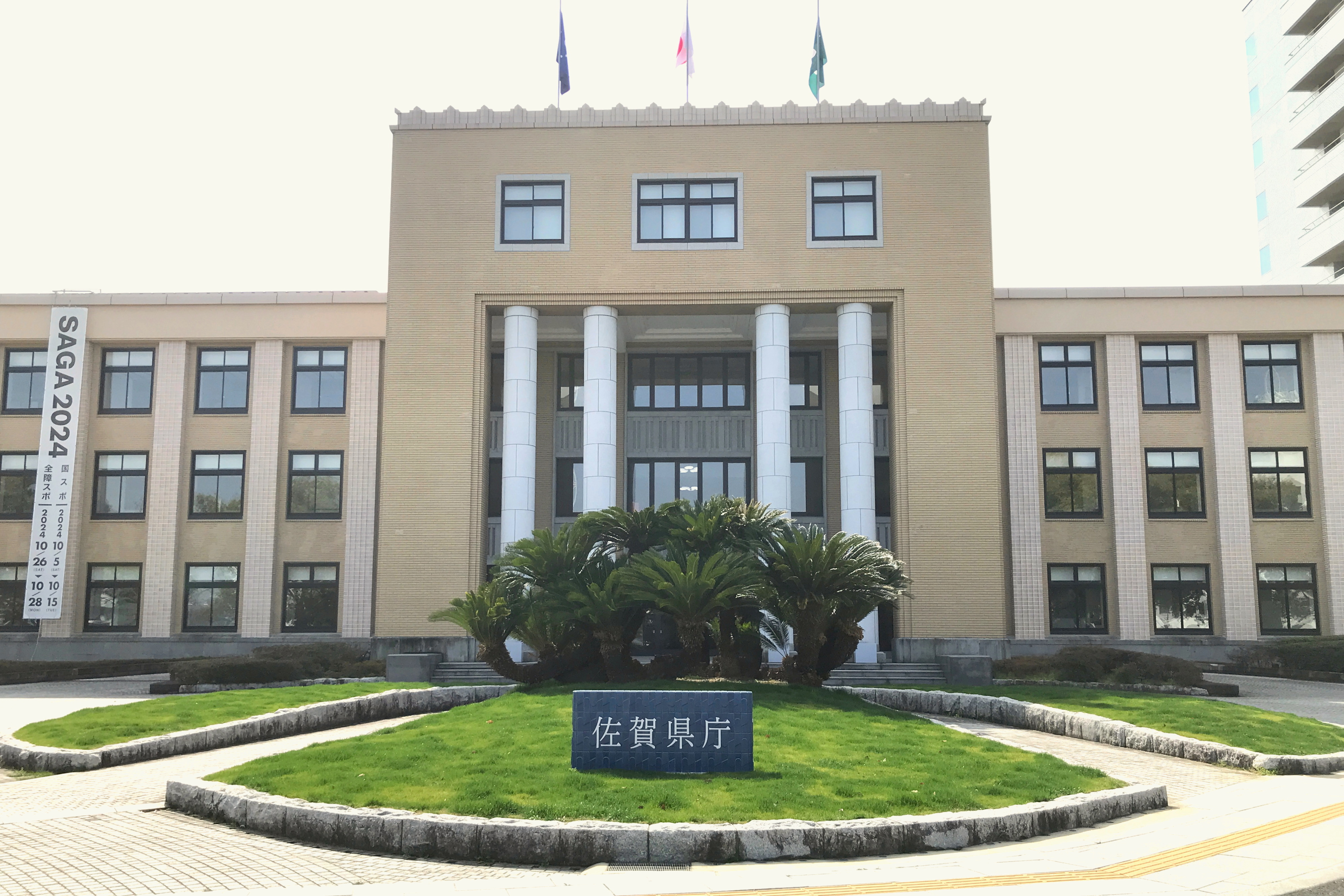
旧館正面および銘板
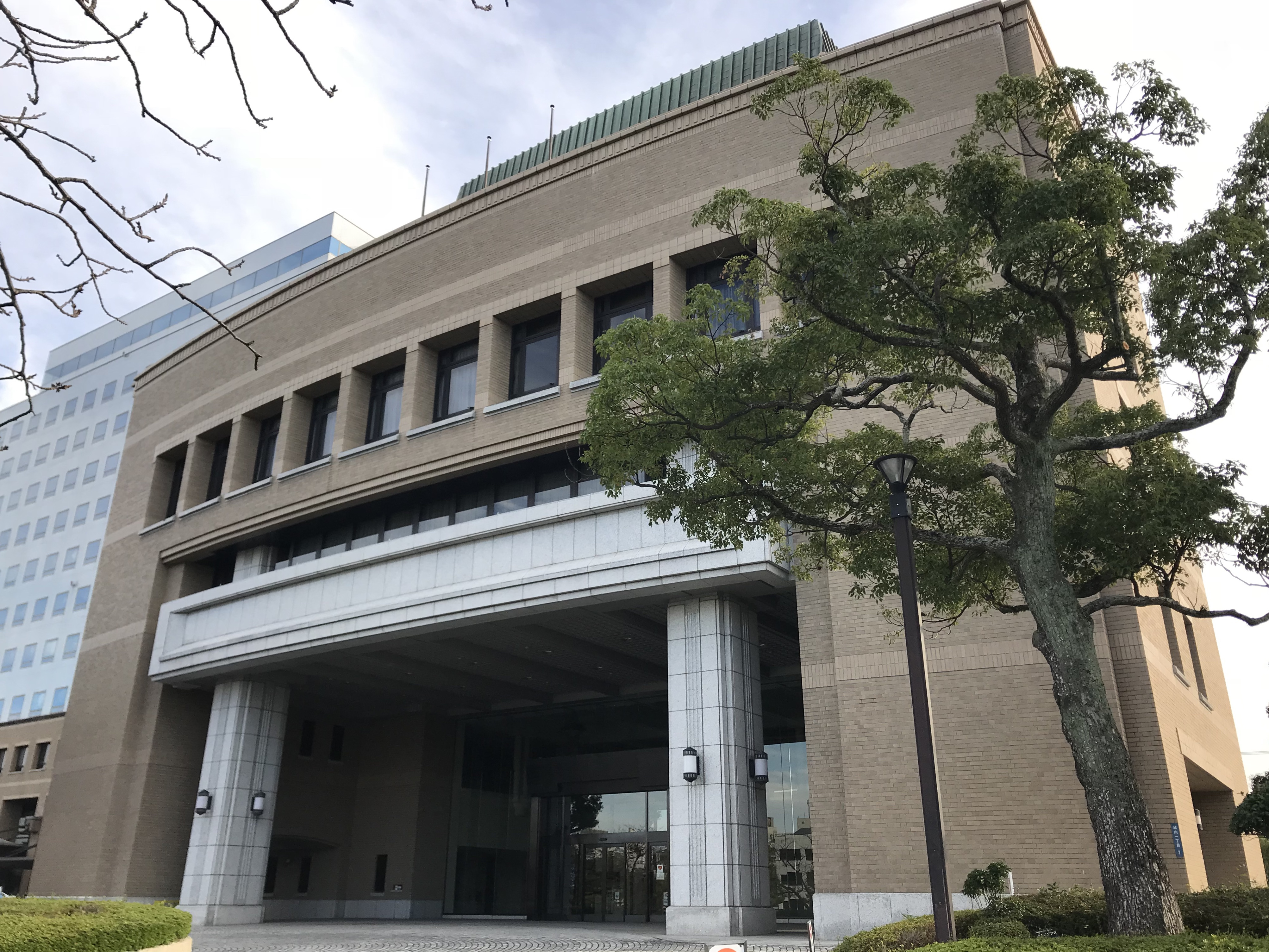
議会棟
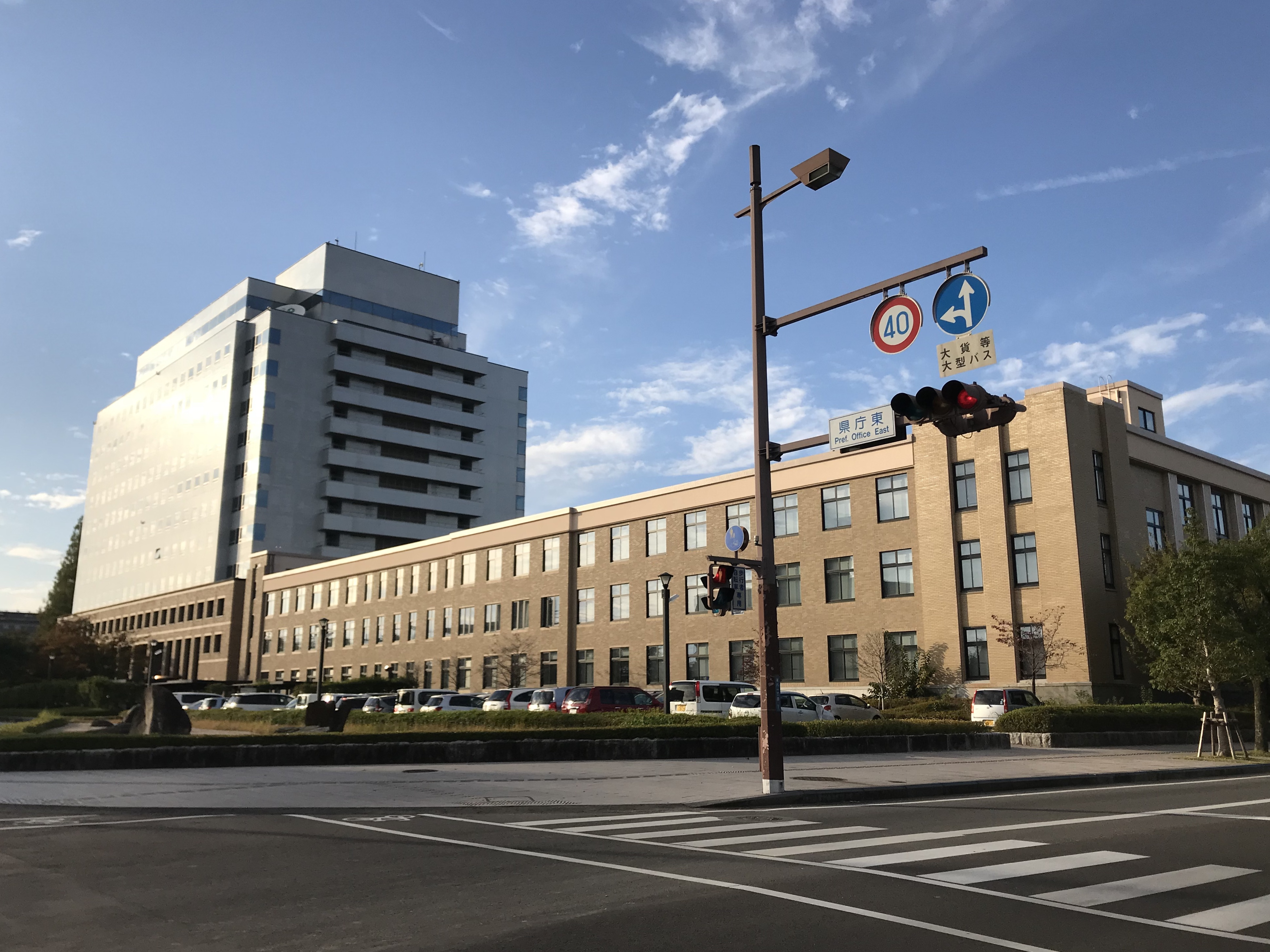
旧館・新館 南東から
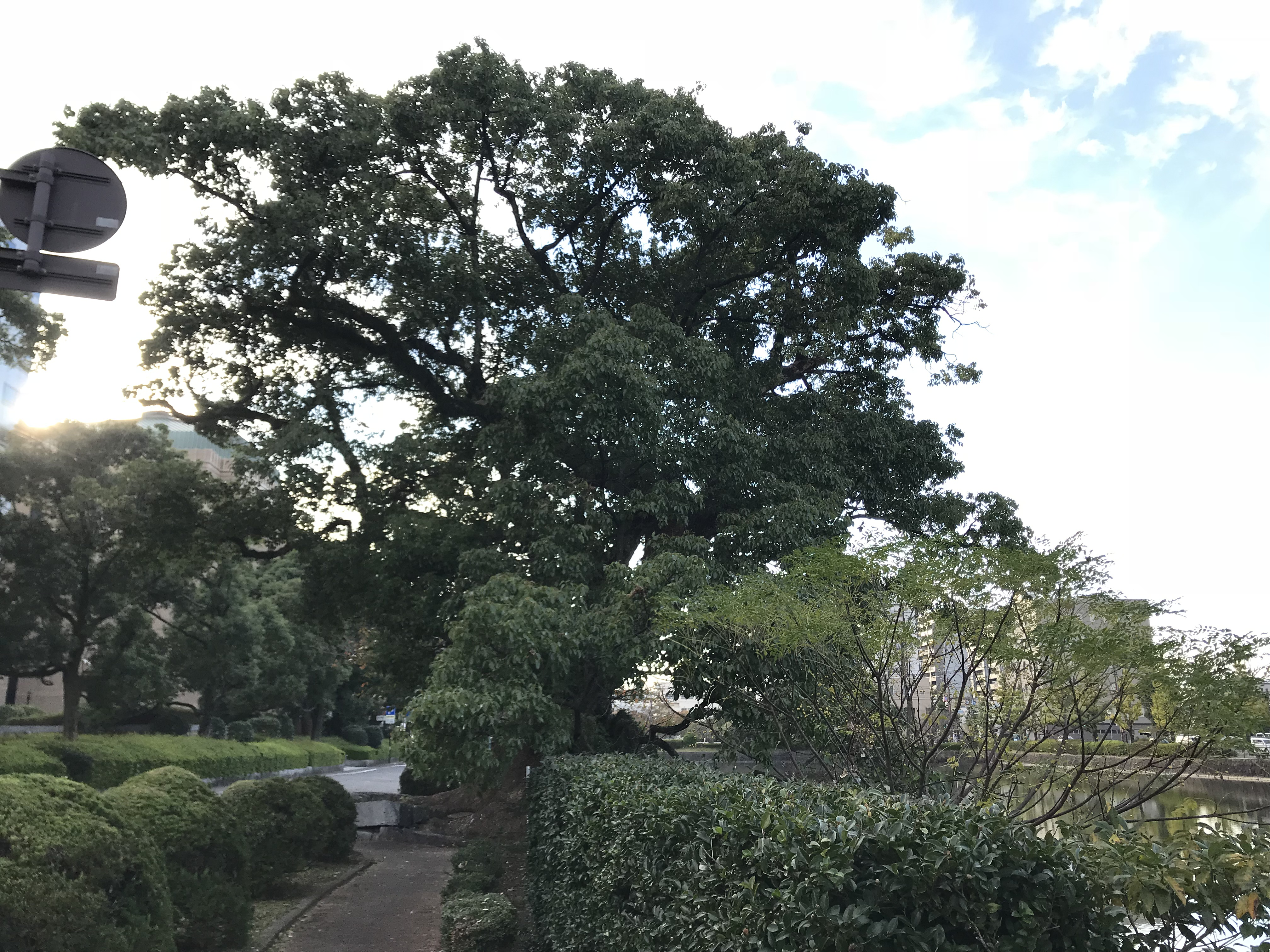
庁舎北のクスノキ

## 施設

### 展望ホール・レストラン
新館R階（11階）。展望ホール「SAGA360」（さがさんろくまる）と展望レストランがあり、いずれも一般開放されている。景色は北に脊振山地佐賀市街の中心部、南に佐賀平野の水平線と有明海、見通しの良い日には雲仙岳までと、ほぼ全方位を見渡せる。またホールでは2016年から、「アート県庁」と題して夜間にプロジェクションマッピングを上映、観光に繋げたアート空間を創る取り組みを数次に亘って行っている。演出はネイキッドが行う。
- 開放時間 平日8:30 - 22:00、土日・休日9:30 - 22:00（レストランは通年営業・10:00 - 22:00） - ※2022年6月7日時点

### 県庁CLASS
旧館2回の南側に所在。旧知事室および旧来賓室を一般公開し、県の歴史や知事・県庁の仕事を紹介するスペースとして見学を受け入れている。

### 各種公共スペース
- SAGA CHIKA - 一般利用できるパブリックスペース。新館地下1階。
- CAFE BASE - 県産品などを提供する食堂・カフェ。SAGA CHIKA内。
- 県民ホール - 表彰や展示などのイベントも行われる吹き抜けの広いスペース。新館1階。

施設の画像
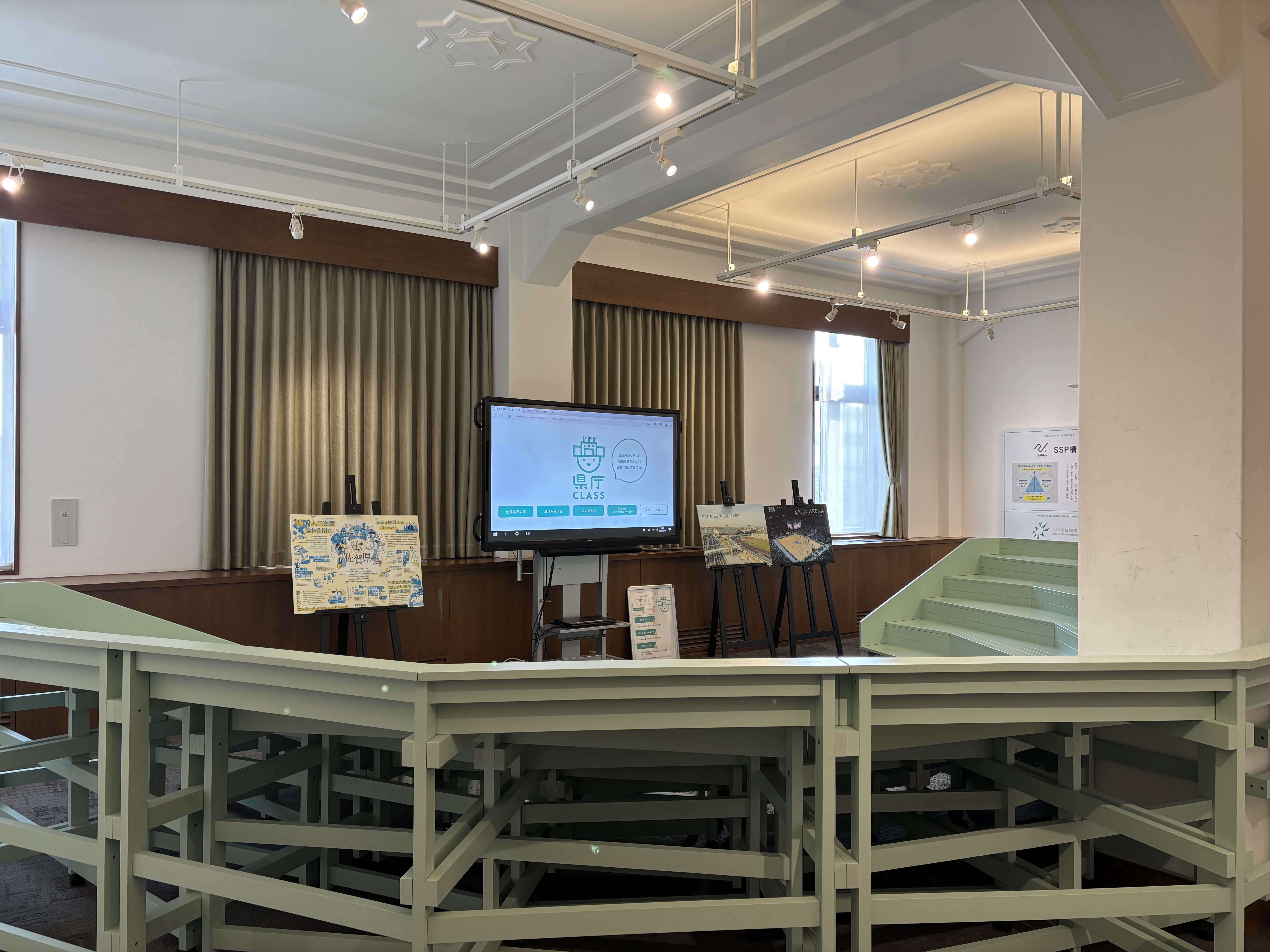
県庁CLASS展示室
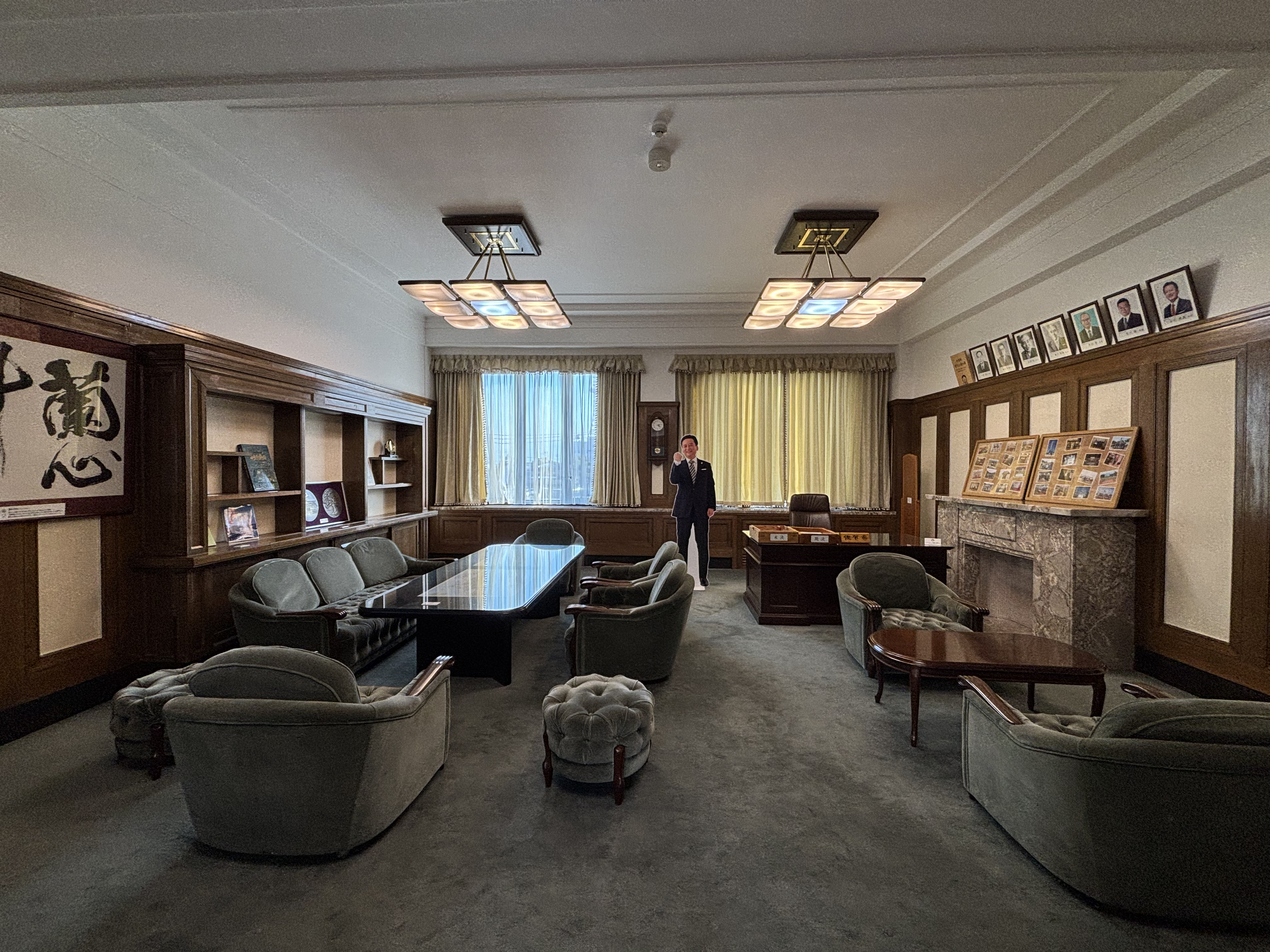
旧知事室
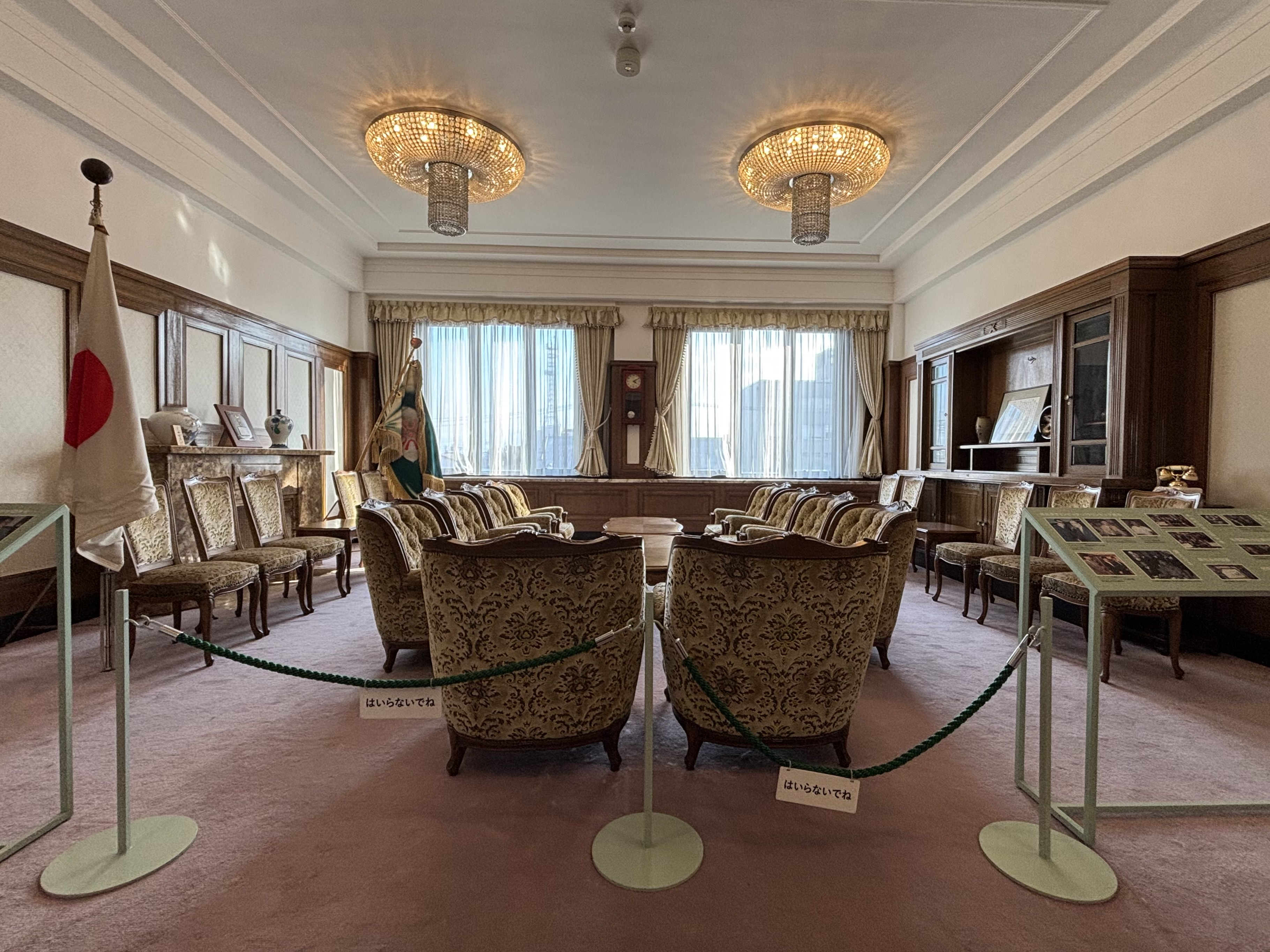
旧貴賓室
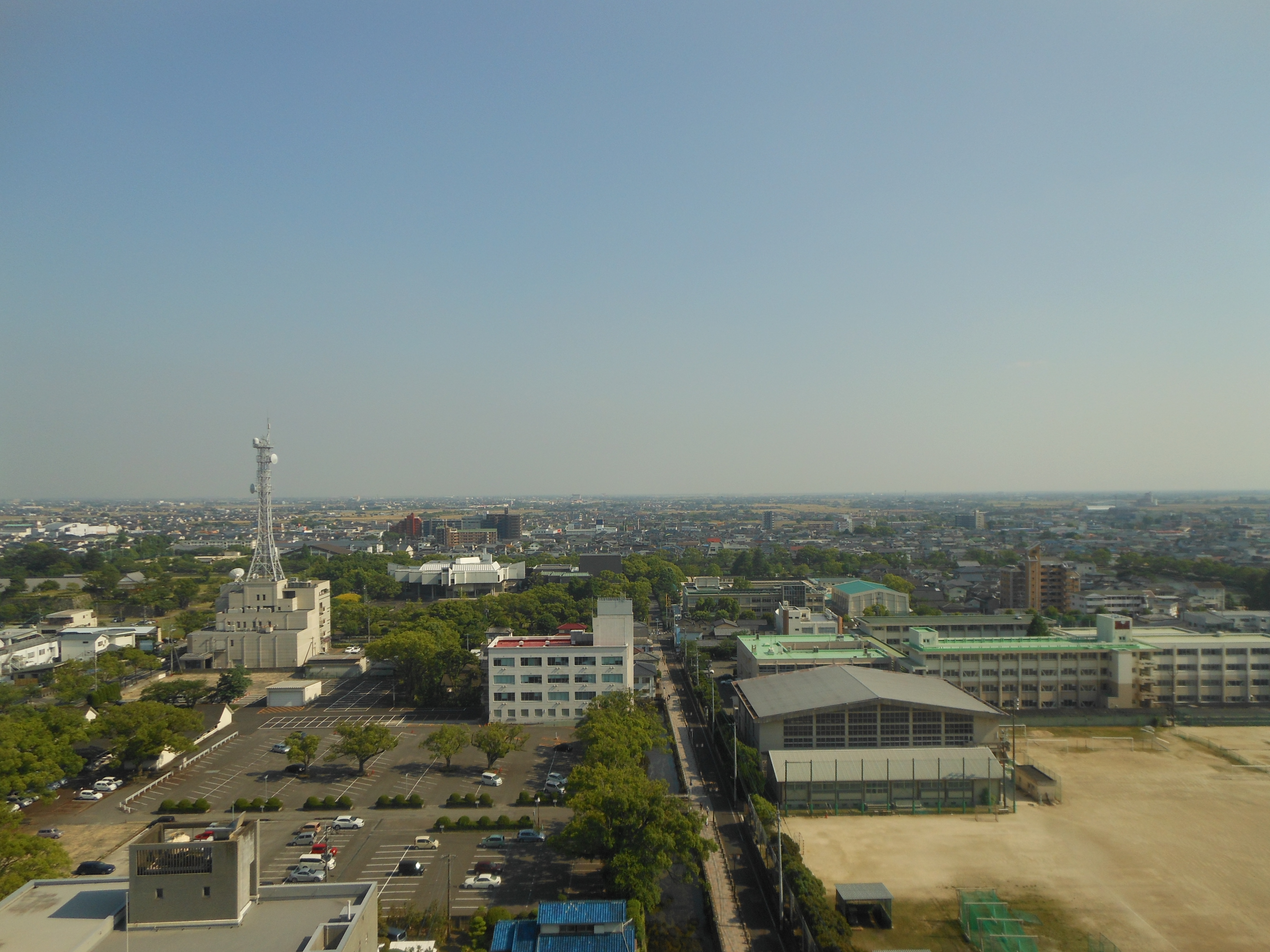
展望ホールから望む南方 佐賀平野の地平線

## 立地
本庁舎の敷地は、北に旧佐賀城の北濠、東に本丸通り、南と西に市道・多布施川に接する。敷地北側の堀端にはクスノキの巨樹がいくつかあり、佐賀県の天然記念物に指定されている「佐賀城址の楠」を構成している。旧館正面の北側延長線上には北濠を渡る橋があって、その先には商店街でもある県庁通りがある。1998年に本丸通りと中央大通りを結ぶくすの栄橋が開通するまで、両通りの間はやや西に迂回し旧館正面の橋を経由して往来していた。
江戸時代（佐賀藩政期）には佐賀城の大手門に相当する北御門と番所、勢屯（勢溜）があった。現在、敷地北西の角には「北の門跡」（北御門跡）の碑と案内板が建っている。
城内やその北の松原周辺は公共施設が集まる官庁街・文教地区であるとともに、佐嘉神社や佐賀城公園など文化施設が集まっている。北の向かいには、北濠と濠の北に沿う国道264号（愛称・東いちょう通り、通称・貫通道路）を介して佐賀中央郵便局、NHK佐賀放送局、くすかぜ広場（ARKS）、佐賀県警察本部が相対する。東は佐賀城公園の一角である「こころざしのもり」で、その中に佐賀県立図書館、市村記念体育館がある。南東には佐賀県立佐賀西高等学校がある。

## 沿革

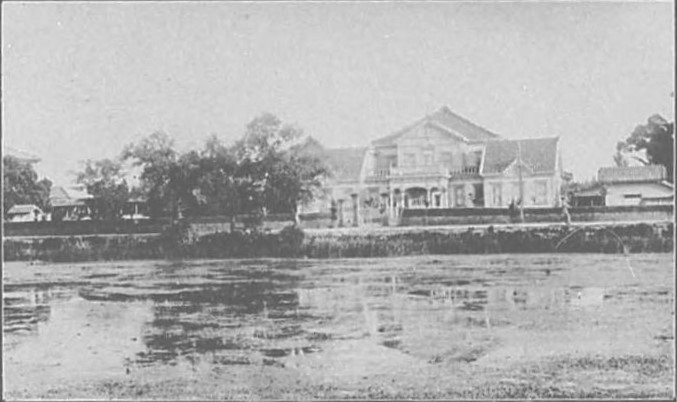
1887年落成の旧々庁舎（撮影年:1912年以前）

- 1883年（明治16年）7月1日 - 同年5月に佐賀県が再置されたことを受け、この日県庁が開庁。仮庁舎は佐賀城北堀に面していた変則中学校校舎を充てた。
- 1885年（明治18年） - 県会議事堂を新築。
- 1887年（明治20年）9月 - 新庁舎が現在地に落成。オランダ人技師の設計で、緑の彩色を採り入れた木造2階建て、ルネサンス様式の建物[8]。仮庁舎より移転し、昭和初期に増築され引き続き使用された[2]。
- 1906年（明治29年） - 県会議事堂が新築移転。
- 1949年（昭和24年）
  - 2月18日 - 庁舎内を火元とする火災が発生、明治以来の庁舎が焼失[8]。
  - 5月22日 - 仮庁舎に昭和天皇の戦後巡幸[9]。
- 1950年（昭和25年）12月 - 現在の旧館が落成。阿部美樹志の設計、大林組の施工、総工事費1億2,786万円（当時）[8]。

組織拡大や事務環境変化などにより間もなく手狭となって、当時は多数の別館が置かれた。
- 裏別館 - 庁舎裏の前庭。2階建延床面積1,553 m2（1952年）および3階建600 m2（1958年）。（現存せず）
- 中別館 - 本庁舎西側に隣接。地下1階地上4階階建3,622 m2（1963-1964年度）。（現存せず）
- 南別館 - 庁舎南方。旧佐賀大学農学部校舎（1973年から県庁舎に使用）。
- 西別館 - 県議会議事堂の西隣。1937年建設の旧農協会館。3階建2,593 m2（1970年から使用）。（現存せず）
- 北別館東庁舎 - 松原の旧佐賀市役所別館。3階建2,339 m2（1975年から使用）。（現存せず）
- 北別館西庁舎 - 松原の旧佐賀警察署。1936年建設。3階建1,205 m2（1975年から使用）。（現存せず）

- 1988年（昭和63年）5月 - 議会棟が改築竣工。
- 1991年（平成3年）1月 - 警察本部改築移転後の跡地に建設されていた新行政棟（新館）の1期工事竣工[2]。
- 1994年（平成6年）1月 - 新行政棟（新館）2期工事竣工[2]。
- 1996年（平成8年） - 旧館の大規模改修工事が竣工[3]。
- 2017年（平成29年） - 旧館の耐震改修工事が竣工。

## 交通アクセス
- JR九州佐賀駅下車、徒歩20分。
- 佐賀市営バス・昭和バス・祐徳バス「県庁前」バス停留所下車。
- 敷地内に来訪者用駐車場有。

## ラジオ送信所
新館には、2012年に本放送を開始したコミュニティラジオ局「えびすFM」（コミュニティジャーナル）の送信所が置かれている。
| 放送局名                              | コールサイン | 周波数  | 空中線電力 | ERP   | 放送区域内世帯数                          | 開局日                   | 備考          |
| コミュニティジャーナル 愛称｢えびすFM｣ | JOZZ0BX-FM   | 89.6MHz | 20W        | 17.5W | 約4万2000世帯 佐賀市全世帯の45.6%をカバー | 2012年（平成24年）5月1日 | [ 10 ] [ 11 ] |